# 瀚海都督府
瀚海都督府，唐朝管理回纥诸族的羁縻都督府，646年，唐朝联合回纥等铁勒部落，击灭薛延陀。唐太宗于回纥地设六府七州：瀚海都督府，由燕然都护府管理，治所在回纥本部（今蒙古国哈尔和林）。686年，后突厥攻击，移治漠南。回纥汗国建立后，瀚海都督府废除。

## 瀚海都督
| 名字         | 在位時間    |
| 瀚海都督     |             |
| 吐迷度       | ?年—648年   |
| 婆闰         | 648年—661年 |
| 比栗(比粟毒) | 661年—?年   |
| 独解支       | ?年—715年   |
| 伏帝匐       | 715年—?年   |
| 承宗         | ?年—727年   |
| 伏帝難       | 727年—?年   |